# Hidrur

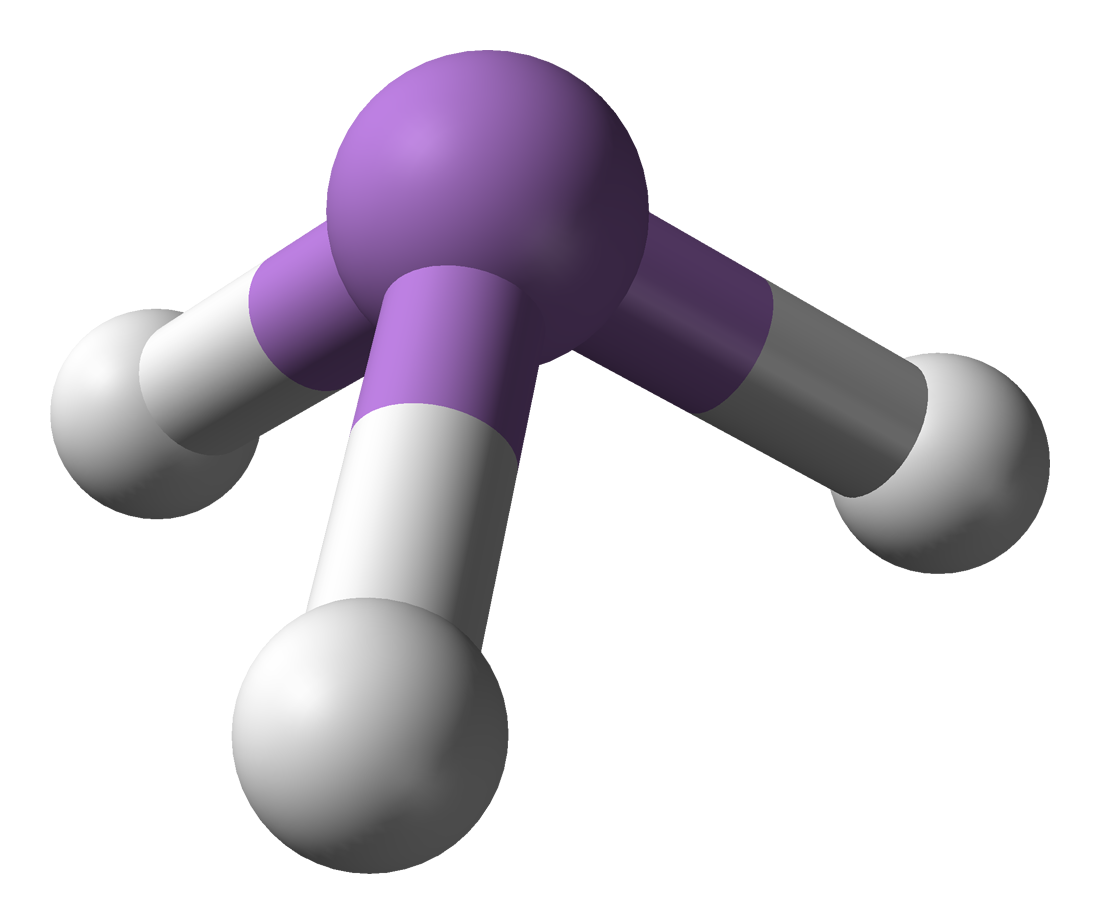
Model de boles de la molècula d'arsà {\displaystyle {\ce {AsH3}}}
Estructura de la molècula d'arsà {\displaystyle {\ce {AsH3}}}

Un hidrur és un compost químic constituït per la combinació de l'hidrogen amb un o més elements diferents. Es poden distingir tres tipus bàsics d'hidrurs: els iònics, els metàl·lics i els covalents, en funció del tipus d'enllaç químic implicat.

## Hidrurs iònics
Els hidrurs iònics es caracteritzen per la presència de l'anió hidrur {\displaystyle {\ce {H-}}} enllaçat a cations de metalls mitjançant enllaç iònic. Els hidrurs iònics més comuns són els dels metalls alcalins i els del metalls alcalinoterris (amb la possible excepció de l'hidrur de beril·li, {\displaystyle {\ce {BeH2}}} i l'hidrur de magnesi, {\displaystyle {\ce {MgH2}}}). Aquests metalls es combinen per reacció directa amb l'hidrogen gas a temperatures elevades (300–700 °C) per produir hidrurs de fórmules generals {\displaystyle {\ce {MH}}} i {\displaystyle {\ce {MH2}}}. S'anomenen amb la nomenclatura estequiomètrica com hidrur de metall. Per exemple hidrur de liti {\displaystyle {\ce {LiH}}} i hidrur de calci {\displaystyle {\ce {CaH2}}}.

### Història
Les primeres investigacions sobre els hidrurs iònics dels metalls alcalins es remunten al període 1808–1811 quan els químics francesos Joseph-Louis Gay-Lussac i Louis-Jacques Thénard observaren que si feien passar hidrogen damunt de potassi escalfat, aquell s'absorbia i el potassi es transformava de metall a un composts pulverulent que es descomponia en contacte amb l'aigua. A París el 1840, A. Jacquelain emprà l'absorció de l'hidrogen pel potassi com a mètode de purificació de l'hidrogen. El 1847 els francesos Paul Hautefeuille i Louis-Joseph Troost estudiaren la reacció de l'hidrogen amb liti, sodi i potassi. Posteriorment d'altres investigadors profunditzaren en l'estudi d'aquests hidrurs. El 1891 l'alemany Clemens Alexander Winkler preparà els primers hidrurs de metalls alcalinoterris. Observà que quan es reduïen els òxids dels alcalinoterris amb magnesi i atmosfera d'hidrogen es formaven nous composts sòlids que desprenien hidrogen quan reaccionaven amb aigua. El 1916 el químic nord-americà Gilbert Newton Lewis reconegué el caràcter iònic d'aquest hidrurs i suggerí l'existència de l'anió hidrur {\displaystyle {\ce {H-}}}. Aquesta hipòtesi fou confirmada per Karl Moers, Walther Hermann Nernst i Peters electrolitzant hidrur de liti fus.

### Propietats

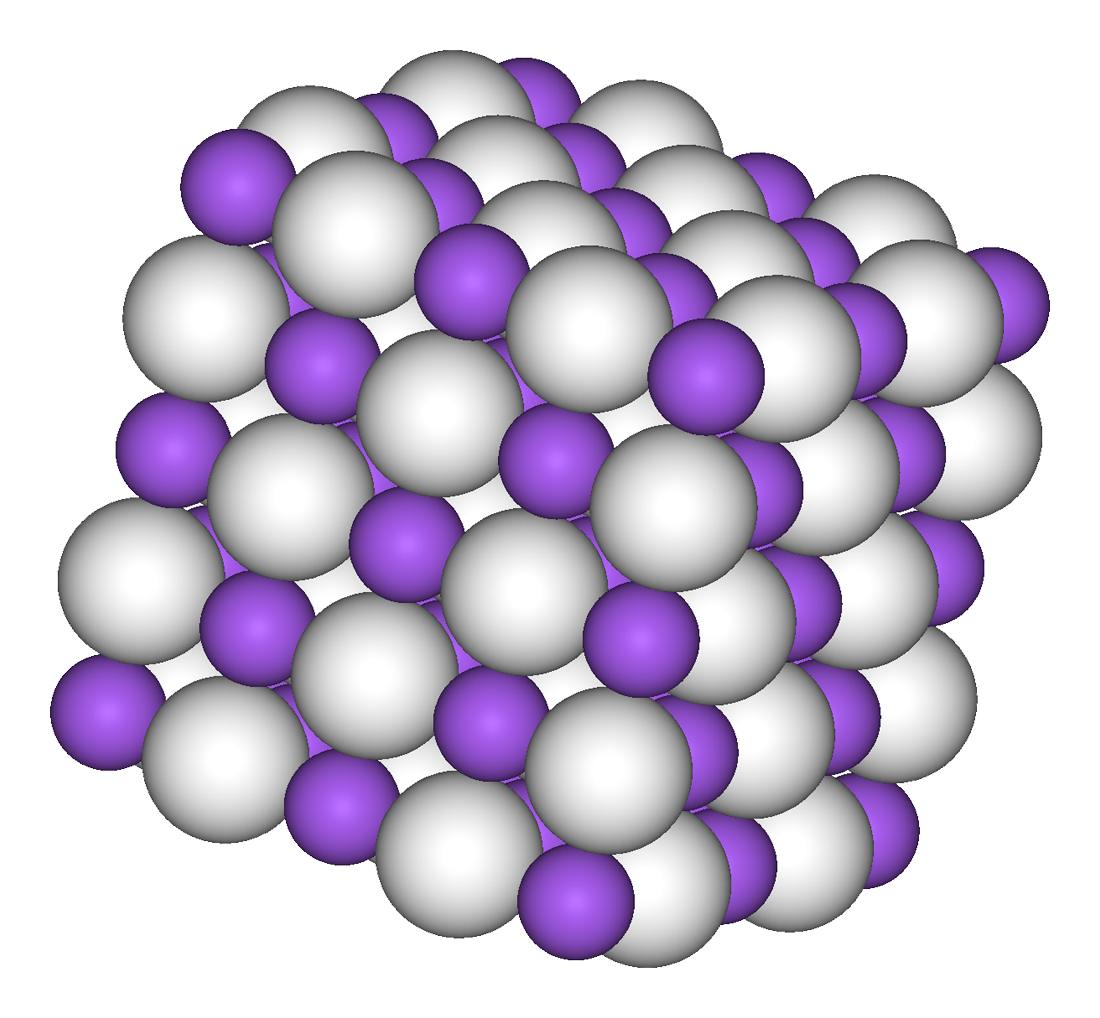
Model de l'estructura cristal·lina de l'hidrur de sodi NaH. En blanc l'anió hidrur i en lila el catió sodi(1+)

Aquests compostos són sòlids cristal·lins blancs quan són purs, però solen ser grisos, a causa de les impureses del metall. Els estudis estructurals demostren que aquests hidrurs contenen l'anió hidrur, {\displaystyle {\ce {H-}}}, amb un radi cristal·logràfic que depèn de la identitat del metall però intermedi amb l'anió fluorur, {\displaystyle {\ce {F-}}} (133 pm), i l'anió clorur {\displaystyle {\ce {Cl-}}} (184 pm). Aquest radi és una mica menor que el radi calculat per a l'anió lliure de 208 pm. Aquest valor no s'ha observat de forma experimental, cosa que probablement es pot atribuir a dos factors: (1) el núvol d'electrons de {\displaystyle {\ce {H-}}} és difús i fàcilment compressible, i (2) és probable que hi hagi algun caràcter covalent a l'enllaç metall-hidrogen. L'ió hidrur dels hidrurs iònics és una base forta i aquests hidrurs reaccionen instantàniament i quantitativament amb el catió hidrogen(1+) {\displaystyle {\ce {H+}}} de l'aigua per produir gas hidrogen i l'anió hidròxid en solució.
{\displaystyle {\ce {H- + H2O -> H2 + OH-}}}
Com que els hidrurs iònics reaccionen vigorosament amb l'aigua, proporcionant grans volums d'hidrogen gasós, aquesta propietat els fa útils com a fonts lleugeres d'hidrogen portàtils.
El beril i el magnesi també formen hidrurs estequiomètrics de {\displaystyle {\ce {MH2}}}. Tot i això, aquests hidrurs són de naturalesa més covalent. És difícil aïllar {\displaystyle {\ce {BeH2}}} pur, però es creu que la seva estructura és polimèrica amb àtoms d'hidrogen pont. Altres exemples d'hidrurs iònics són l'hidrur de sodi {\displaystyle {\ce {NaH}}} i l'hidrur de calci, {\displaystyle {\ce {CaH2}}}. Exemples d'hidrurs iònics complexos inclouen hidrur d'alumini i liti, {\displaystyle {\ce {LiAlH4}}} i borohidrur de sodi, {\displaystyle {\ce {NaBH4}}}, tots dos són productes químics comercials utilitzats com a agents reductors (substàncies que proporcionen electrons en reaccions de reducció de l'oxidació).

## Hidrurs metàl·lics

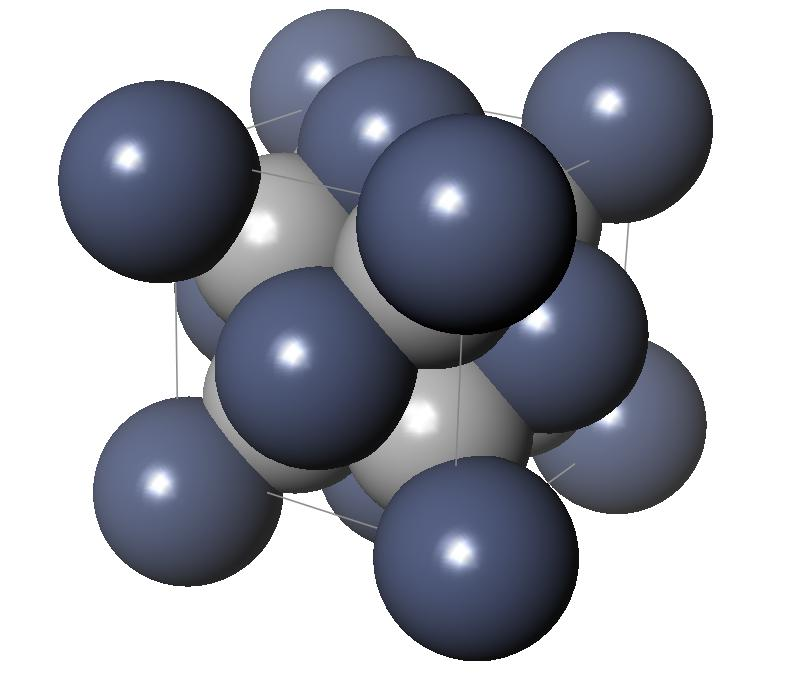
Model de l'estructura cristal·lina de l'hidrur de crom(II) CrH2. Cations crom(2+) en blau i cations hidrogen(1+) en gris

Els metalls de transició del grup 3 al grup 10 i els de transició interna (lantanoides i actinoides) formen una gran varietat de compostos amb hidrogen, que van des de compostos estequiomètrics fins a sistemes no-estequiomètrics extremadament complicats. Els hidrurs metàl·lics (abans anomenats hidrurs intersticials) tenen algunes característiques de metalls, com ara la brillantor i la forta conductivitat elèctrica. Tanmateix, tendeixen a tenir propietats físiques variables, sent algunes més trencadisses i altres més dures que els metalls a partir dels quals estan fabricats. Aquests compostos es consideren de naturalesa intermèdia entre sals i aliatges. Els hidrurs metàl·lics consisteixen essencialment en protons o ions hidrogen(1+) {\displaystyle {\ce {H+}}} i cations metàl·lics en un nigul d'electrons. El brillantor i la conductivitat elèctrica s'atribueixen a la relativa llibertat de moviment d'electrons a l'hidrur.

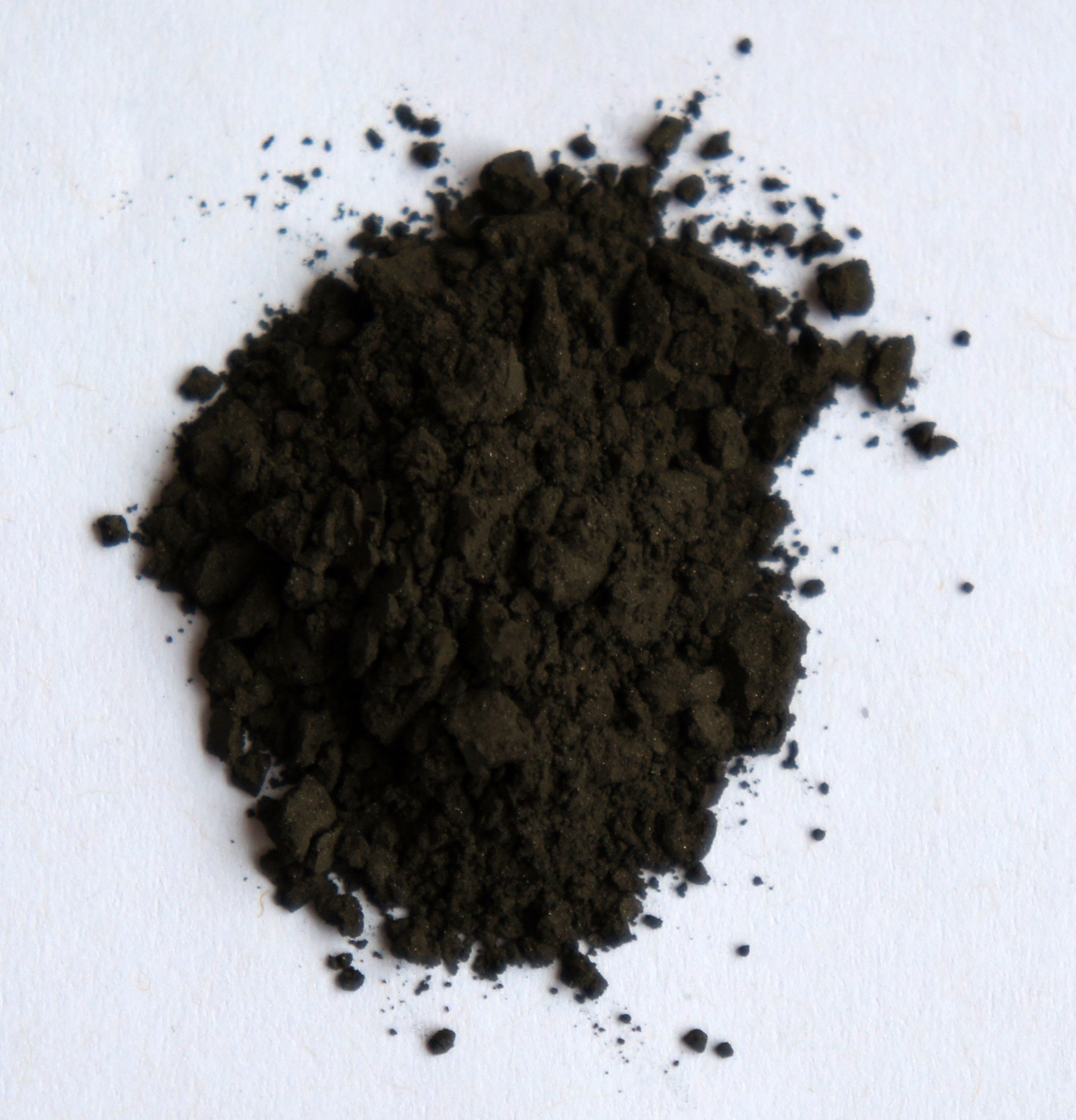
Hidrur de titani(II) TiH2

Els hidrurs metàl·lics es formen escalfant gas hidrogen amb els metalls o els seus aliatges. Els compostos més estudiats són els dels metalls de transició més electropositius (grups de l'escandi, del titani i del vanadi). Per exemple, al grup del titani, el titani, el zirconi i l'hafni formen hidrurs no estequiomètrics quan absorbeixen hidrogen i alliberen calor. Aquests hidrurs tenen una reactivitat química similar al propi metall finament dividit, sent estables a l'aire a temperatura ambient però reactius quan s'escalfen a l'aire o amb compostos àcids. També tenen l'aspecte del metall, sent sòlids negres grisencs. El metall sembla estar en estat d'oxidació +3, i l'enllaç és predominantment metàl·lic. Aquests hidrurs s'utilitzen com a agents reductors en alguns processos (per exemple, metal·lúrgia). Els metalls de transició interna (els lantanoides i actinoides) també formen hidrurs no estequiomètrics. Per exemple, el lantani reacciona amb gas hidrogen a pressió atmosfèrica amb poc o cap escalfament per produir un sòlid negre que s'inflami a l'aire i reacciona vigorosament amb l'aigua. L'hidrur d'urani(III) {\displaystyle {\ce {UH3}}} és l'hidrur més important dels metalls actinoides. Aquest compost és útil químicament per a la preparació de compostos d'urani i es prepara per reacció amb hidrogen a 300 ° C:
{\displaystyle {\ce {2U + 3H2 -> 2UH3}}}

## Hidrurs covalents

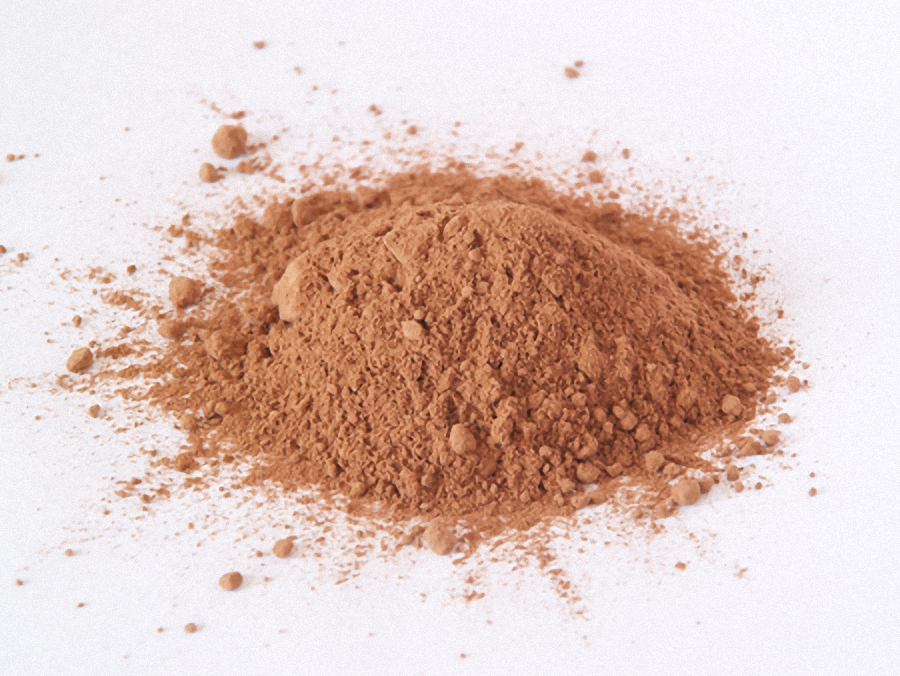
Hidrur de coure(I) CuH

Els hidrurs covalents són compostos d'hidrogen amb els elements (metalls de transició i no-metalls) dels grups 11 al 17 i el beril·li i el magnesi, en els quals els enllaços són enllaços covalents. S'anomenen amb la nomenclatura estequiomètrica com hidrur de no-metall (o metall) amb el corresponent prefix multiplicador davant hidrur. Per exemple: trihidrur de fòsfor {\displaystyle {\ce {PH3}}}, tetrahidrur de silici {\displaystyle {\ce {SiH4}}}; o simplement amb acabant el nom llatí del no-metall amb –à. Exemples: fosfà {\displaystyle {\ce {PH3}}}, silà {\displaystyle {\ce {SiH4}}}.

La majoria dels hidrurs de no-metalls són compostos volàtils, units a l'estat condensat per interaccions intermoleculars relativament febles de van der Waals. Els hidrurs covalents són líquids o gasos que tenen punts de fusió i ebullició baixos, excepte en aquells casos, com ara l'aigua, on les seves propietats es modifiquen per l'enllaç d'hidrogen. Per exemple, encara que volàtils, amoníac o azà {\displaystyle {\ce {NH3}}}, aigua {\displaystyle {\ce {H2O}}} i fluorur d'hidrogen {\displaystyle {\ce {HF}}} es mantenen units en estat líquid principalment mitjançant l'enllaç d'hidrogen.

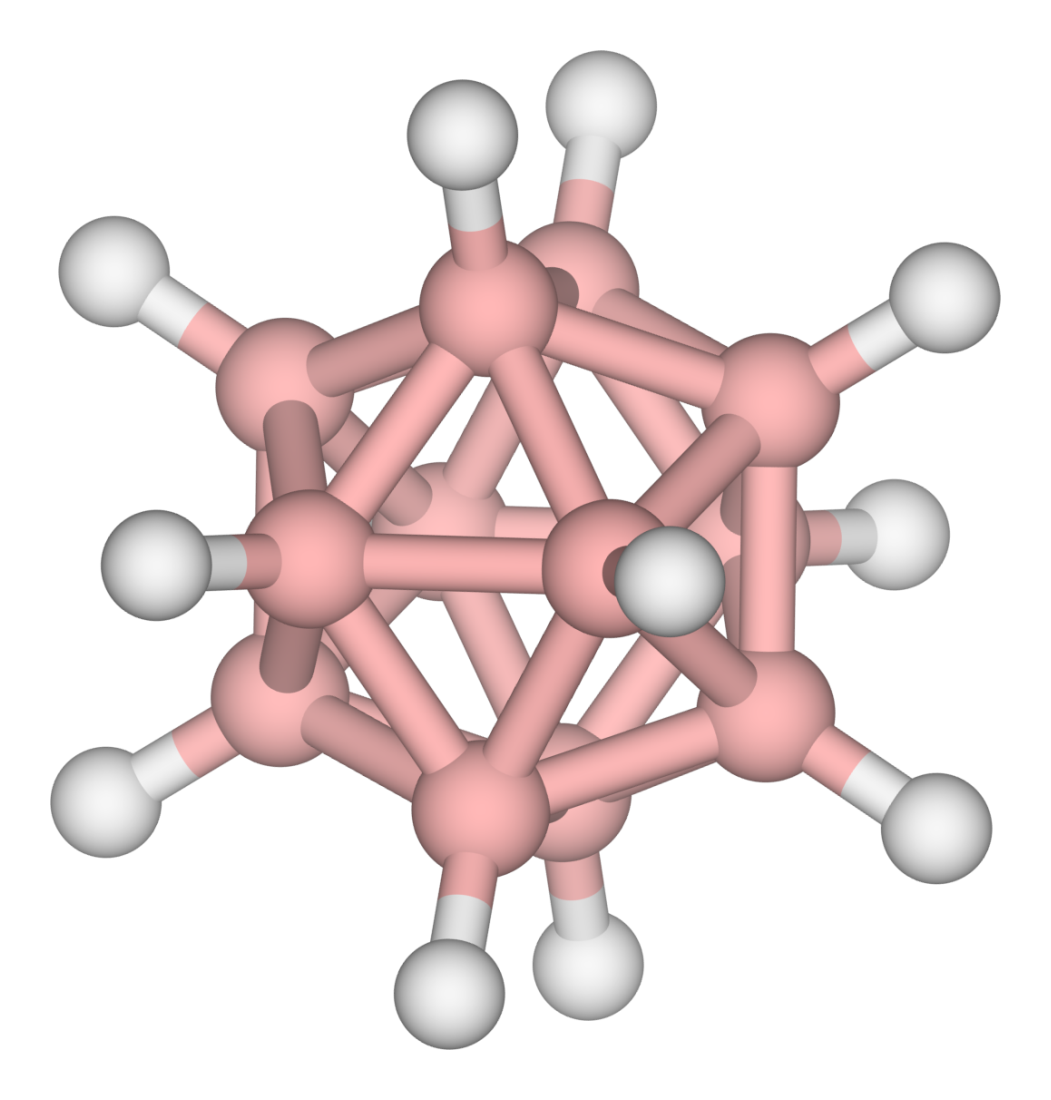
Model de l'estructura del B12H12

Els hidrurs covalents es poden formar amb els elements del grup 13 de la taula periòdica: bor, alumini i gal·li. El bor forma una extensa sèrie d'hidrurs, com ara el hexahidrur de dibor {\displaystyle {\ce {B2H6}}}. Els compostos neutres d'hidrogen d'alumini i gal·li són espècies evasives, tot i que s'han detectat i caracteritzat fins a cert punt {\displaystyle {\ce {AlH3}}} i {\displaystyle {\ce {Ga2H6}}}. Les espècies iòniques tant de bor com de l'alumini, el boranur {\displaystyle {\ce {BH4-}}} i l'alumanur {\displaystyle {\ce {AlH4-}}} s'utilitzen àmpliament com a fonts d'hidrur.
A mesura que a la taula periòdica es passa del grup 13 al grup 17, els compostos d'hidrogen dels no metalls es tornen més àcids i tenen menys naturalesa d'hidrur. És a dir, cada cop són menys capaços de donar {\displaystyle {\ce {H-}}} i tenen més probabilitats de donar {\displaystyle {\ce {H+}}}. Al grup 14, el carboni forma la classe més extensa de compostos d'hidrogen de qualsevol element de la taula periòdica, els hidrocarburs (metà {\displaystyle {\ce {CH4}}}, età {\displaystyle {\ce {C2H6}}}, etc.). Tots els altres elements del grup 14 formen hidrurs que no són bons donants d'{\displaystyle {\ce {H+}}}. Això també és cert per als hidrurs del grup 15.
Al grup 16 tots els elements formen dihidrurs. Els compostos d'hidrogen formats amb els elements que segueixen l'oxigen —{\displaystyle {\ce {H2S}}}, {\displaystyle {\ce {H2Se}}} i {\displaystyle {\ce {H2Te}}}— són gasos tòxics volàtils i amb olors repulsius. Com que aquests elements són més electronegatius que l'hidrogen, s'anomenen com sulfur d'hidrogen, selenur d'hidrogen i tel·lurur d'hidrogen. Es preparen fàcilment afegint àcid diluït al sulfur, selenur o tel·lurur metàl·lics corresponents. Tots aquests hidrurs del grup 16 actuen com a àcids febles a l'aigua, i l'acidesa augmenta en baixar en el grup. La capacitat de l'hidrur de donar un catió d'hidrogen {\displaystyle {\ce {H+}}} es pot correlacionar directament amb la força d'enllaç decreixent de l'enllaç covalent element-hidrogen. És a dir, a mesura que la força de l'enllaç disminueix en el grup, l'acidesa augmenta. Per la mateixa raó, la reactivitat química general dels hidrurs de no-metalls també augmenta augmentant el nombre atòmic del no metall.

Model de la molècula d'amoníac {\displaystyle {\ce {NH3}}}
Model de la molècula de sulfur d'hidrogen {\displaystyle {\ce {H2S}}}
Model de la molècula de clorur d'hidrogen {\displaystyle {\ce {HCl}}}

Cadascun dels halògens forma un compost binari amb hidrogen, {\displaystyle {\ce {HX}}}. S'anomenen com halogenurs d'hidrogen. Exemples: fluorur d'hidrogen {\displaystyle {\ce {HF}}} o iodur d'hidrogen {\displaystyle {\ce {HI}}}. A temperatura i pressió ambient, aquests compostos són gasos, amb el fluorur d'hidrogen que té el punt d'ebullició més alt degut a l'enllaç d'hidrogen intermolecular.Com es troba en el grup 16, els halogenurs d'hidrogen són donants de protons {\displaystyle {\ce {H+}}}en solució aquosa. Tanmateix, aquests compostos són, com a classe, àcids molt més forts. La força en àcids dels compostos {\displaystyle {\ce {HX}}} augmenta cap a baix del grup, sent {\displaystyle {\ce {HF}}} un àcid molt dèbil i {\displaystyle {\ce {HI}}} és el donant de protons més fort. A excepció de {\displaystyle {\ce {HF}}}, tots els halogenurs d'hidrogen es dissolen a l'aigua per formar àcids forts. La diferència en la capacitat de donació de protons de {\displaystyle {\ce {HF}}} i dels altres compostos {\displaystyle {\ce {HX}}} es deu a diversos factors, entre ells el fort enllaç que es forma entre hidrogen i fluor.
Dos anions hidrurs del grup 13 són agents reductors coneguts. L'anió boranur {\displaystyle {\ce {BH4-}}} i l'anió alumanur {\displaystyle {\ce {AlH4-}}} i els seus derivats són alguns dels agents reductors més utilitzats en la química. Els cations més utilitzats són {\displaystyle {\ce {Na+}}} per {\displaystyle {\ce {BH4-}}} (per formar boranur de sodi {\displaystyle {\ce {NaBH4}}}) i {\displaystyle {\ce {Li+}}} per {\displaystyle {\ce {AlH4-}}} (alumanur de liti {\displaystyle {\ce {LiAlH4}}}). Els dos compostos tenen usos específics tant en les reaccions de reducció orgànica com inorgànica. L'hidrur de gal·li i liti, {\displaystyle {\ce {LiGaH4}}}, també es pot utilitzar com a agent reductor. Quan són purs, tots aquests compostos són sòlids cristal·lins blancs, i les seves estabilitats tèrmiques i químiques són tals que les dels compostos de bor són majors que les dels compostos d'alumini, que són al seu torn més grans que les dels compostos de gal·li.